# Graphinotus gratiosus
Graphinotus gratiosus is een hooiwagen uit de familie Gonyleptidae.